# Escadrille SPA 12
L'escadrille SPA 12 est une escadrille de l'armée de l'air française dissoute depuis le 3 septembre 2009. Créée avant le début de la Première Guerre mondiale comme escadrille N 12, elle est devenue la première escadrille de chasse française le 1er mars 1915.

## Escadrille N 12
Créée en 1912 à Reims sur 6 monoplans Nieuport IV G sous le commandement du capitaine Jules Aubry, elle est mise à la disposition de la Ve Armée à la mobilisation et passe de Mézières-Belval à Stenay le 8 août 1914. Probablement renforcée par des Nieuport VI (en), elle participe à la bataille de Charleroi fin août avant de se replier sur l'Oise et de prendre part à la bataille de Guise dès le 29 août. Engagée dès le 6 septembre dans la première bataille de la Marne, on la retrouve une semaine plus tard dans le secteur de Craonne et Brimont (bataille de l'Aisne). On la retrouve le 28 février 1915 à Châlons-sur-Vesle. N’offrant pas une visibilité suffisante vers le bas, les Nieuport sont alors abandonnés.

## Escadrille MS 12
À l'initiative du commandant Charles Tricornot de Rose, responsable de l’aéronautique de la Ve armée, elle est rééquipée le 28 février 1915 avec des monoplans parasol Morane-Saulnier Type L de chasse à Muizon le 1er mars 1915, devenant la première escadrille française de chasse. Placée sous les ordres du capitaine Raymond de Bernis le 15 mars 1915, elle reçoit des Morane-Saulnier Type LA, puis N.
Dans la nuit de Noël 1915, le commandant de Rose annonce à ses pilotes stationnés sur le terrain d'aviation de Rosnay qu'ils doivent attaquer un train transportant l'empereur d'Allemagne Guillaume II qui doit arriver à Sedan à 9 h 30 entre Fumay et Mézières. À 5 h, les mécaniciens font chauffer les moteurs mais l'aérodrome est noyé dans le brouillard. À 8 h, le temps ne s'étant pas amélioré, la mission est annulée.

## Escadrille N 12
Rééquipée sur Nieuport 12 le 22 septembre 1915, elle adopte alors pour insigne un fanion bleu et blanc, surchargé ensuite du chiffre « 12 ». Utilisant une dotation mixte de Nieuport 11, 16 et 17, la 12e escadrille est intégrée au Groupe de Combat le Révérend à sa création en octobre 1916. Rebaptisé le même mois GC 11, ce groupe est affecté le 5 octobre 1916 à la II. Armée. La N 12 prend donc part à la bataille de Verdun, participant aux violents combats qui conduisent à la reprise du fort de Douaumont et du fort de Vaux, puis aux combats sur la côte 304, le bois de Chaume et la côte du Poivre. Transférée à la Réserve générale, elle est mise à la disposition de la I. Armée le 8 avril 1917, maintenue au nord de la Marne en cas de rupture du front au début de la seconde bataille de la Marne. 6 SPAD VII viennent renforcer les Nieuport 23 et 24 le 12 avril 1917, mais début juin elle reçoit les premiers Nieuport 27 avant de rejoindre les Flandres le 13 du même mois. Stationnée à Bergues, elle est mise e 16 juin à disposition du commandement britannique qui attaquent dans les Flandres pour tenter de soulager Verdun.

## Escadrille SPA 12
Définitivement équipée de SPAD XII en mai 1917 et repassée sous le commandement français au profit de la VI. Armée le 16 septembre, elle participe à la bataille de la Malmaison en octobre. Commandée par le Lieutenant Armand de Turenne à partir du 1er janvier 1918, elle reçoit ses premiers SPAD XIII avant de passer sur le front de l’Oise en mars 1918, puis dans le secteur de Noyon et de Villers-Cotterêts fin mai. Renvoyée dans le secteur de la V. Armée en juin 1918, elle participe aux campagnes de Champagne et d’Argonne, à la bataille de Saint-Thierry et aux attaques sur la Ligne Hindenburg fin octobre. Elle se trouve à Bouy le 11 novembre 1918.

## Bilan de la Première Guerre mondiale
Elle termine la guerre avec 58 victoires homologuées (et 24 non homologuées), déplorant la perte de 20 aviateurs (dont 12 au combat). Au nombre des personnalités marquantes de la 12, on note le lieutenant Maurice Boyau (35 victoires), le capitaine Armand de Turenne (15 victoires), le sous-lieutenant Jean Navarre (12 victoires), le sous-lieutenant Georges Pelletier-Doisy (5 victoires), le capitaine René Chambe, mais aussi le capitaine pilote Louis Couhé futur président fondateur d'Aéroports de Paris, un pilote monégasque (sous-lieutenant Trepp, 4 victoires, tombé dans les lignes ennemies le 7 mars 1918 et fait prisonnier), un pilote japonais, un pilote cubain et trois pilotes américains.

## De l'Armistice à la dissolution
Transférée à Pont-Saint-Vincent le 3 décembre 1918, elle est mise à la disposition de la VII. Armée en janvier 1919 avant de faire mouvement sur Metz-Ladonchamp le 1er avril 1919. Elle est alors rattachée au GC 22 (IVe Armée). Elle quitte Metz le 22 avril pour Haguenau, commandée par le Lt Alexandre Bouzac. Elle passe à Rixheim le 23 juin et revient à Haguenau le 2 juillet, commandée cette fois par le Lt Jean-Charles Romatet. La SPA 12 est finalement dissoute le 2 août 1919.

## Dans l'Armée de l'Air
Les traditions de la SPA 12 ont été reprises en octobre 1934 par la 2e escadrille du GC I/6, dissoute à Salon-de-Provence le 15 août 1940, puis la 5e escadrille du GC III/9 du 26 octobre 1940 au 27 novembre 1942.
Recréé comme 2e escadrille de l’EC 1/6 Oranie sur SE-535 Mistral à Oran le 1er octobre 1952, est transformé sur Douglas AD-4 Skyraider à partir d’avril 1960 et devient 2e escadrille de l’EC 3/20 Oranie à Boufarik le 25 juillet 1960. Stationné à nouveau à Oran entre février 1962 et le 1er février 1964, la SPA 12 est finalement transférée à Madagascar comme 2e escadrille de l’EAA 21, dissous le 1er janvier 1973.
Le 9 septembre 1994 fut créée au sein de l’escadron de chasse 1/2 Cigognes de Dijon une 3e escadrille reprenant les traditions de la SPA 12, mais pas son insigne, une cigogne tête haute étant créée à cette occasion. Cette unité équipée de Mirage 2000 a été dissoute le 3 septembre 2009.

## Sources
1. ↑  Ray Sanger, Nieuport Aircraft of WW1 p. 77. The Crowood Press Ltd (mars 2002)  (ISBN 1 86126 447 X)
2. ↑  René Chambe, Au temps des carabines, Flammarion, 1955 (chapitre L'étrange Noël de la MS12), cité par : Bernard Crochet et Gérard Piouffre, La Première Guerre mondiale : Verdun : L'essentiel de la première guerre mondiale, Novedit, 2013, 379 p. (ISBN 978-2-35033-823-1), p. 173.